# Srpska Liga
Las Ligas Serbias (en serbio: Srpska Liga) es la tercera división en el sistema de ligas de fútbol en Serbia. La liga es gestionada por la Asociación de Fútbol de Serbia. La Liga se compone por 64 clubes divide en cuatro secciones, con 16 equipos en cada una; Liga Srpska de Belgrado, Liga Srpska de Vojvodina, Liga Srpska del Oriente y Liga Srpska del Occidente. Los equipos campeones ascienden a la Prva Liga Telekom Serbia y los últimos clasificados descienden a la cuarta Liga de Serbia.

## Liga Srpska
- Liga Srpska de Belgrado
- Liga Srpska de Vojvodina
- Liga Srpska del Oriente
- Liga Srpska del Occidente